# Pseudenaria vadoni
Pseudenaria vadoni är en skalbaggsart som beskrevs av Marc Lacroix 1993. Pseudenaria vadoni ingår i släktet Pseudenaria och familjen Melolonthidae. Inga underarter finns listade i Catalogue of Life.